# Ruth Herbert
Louisa Ruth Herbert (1831 – 1921) was een Engels toneelactrice uit het victoriaanse tijdperk. Ook werd ze bekend als model voor de prerafaëlitische kunstschilder Dante Gabriel Rossetti.

## Leven
Ruth Herbert was de dochter van een kopersmelter in South West England. Rond 1850 huwde ze met de effectenmakelaar Edward Crabb en belandde ze in het acteerwerk. Ze stond vervolgens onder andere op de planken in de Theatre Royal te Glasgow. In 1855 was ze alweer van haar man gescheiden en vestigde ze zich te Londen. Ze trad op in het Royal Strand Theatre, het Olympic Theatre en het St. James’s Theatre. Ze had veel succes met rollen (vaak hoofdrollen) in komedies en blijspelen, maar speelde ook in serieuze stukken. Ze trok vooral veel aandacht met haar schoonheid.
Herbert trok reeds bij haar Londense debuut de aandacht van kunstschilder Dante Gabriel Rossetti, maar het kwam pas in 1858 tot een ontmoeting. Hij vroeg haar te poseren voor zijn schilderij Mary Magdalen at the Door of Simon the Pharisee en tekende en schilderde vervolgens in de periode 1858-1859 nog tal van portretten van haar. Herbert bezat de sensualiteit en de indolentie die Rossetti ook in al zijn latere modellen zou aantrekken. Zijn vriend William Bell Scott schreef in zijn memoires dat Rossetti helemaal ondersteboven van haar was: “Ik ben in de gelukkige positie vanochtend om half twaalf bezoek te mogen verwachten van een model dat ik al jaren heb willen schilderen, mrs. Herbert van het Olympic Theatre, die de meest gevarieerde en intense gezichtsexpressie heeft die ik ooit zag, los nog van haar overdadige schoonheid, haar gouden haar, enzovoort”, zou Rossetti tegen Bell gezegd hebben: “Heb je haar ooit gezien? Mijn arme ogen. Ze zal model voor me staan als Maria Magdalena in het schilderij dat ik ga beginnen. Wat een geluk”.
Na 1860 wordt het contact tussen Herbert en Rossetti plotseling verbroken. Met uitzondering van een etentje in 1872 lijken ze geen contact meer te hebben gehad. Wel gebruikte Rossetti in 1876 nog een tekening van Herbert als uitgangspunt voor zijn bekende kalktekening Head of a Woman, hoewel dat portret niet meer echt gelijkend is. Herbert zou nog tot in de jaren 1870 succesvol blijven acteren en was in de jaren 1860 zelfs nog enige tijd manager van het St. James’s Theatre. Ze hertrouwde en publiceerde onder haar nieuwe naam, Louise Rochford, in 1894 nog een kookboek: The St. James's Cookery Book.

## Ruth Herbert, door Rossetti

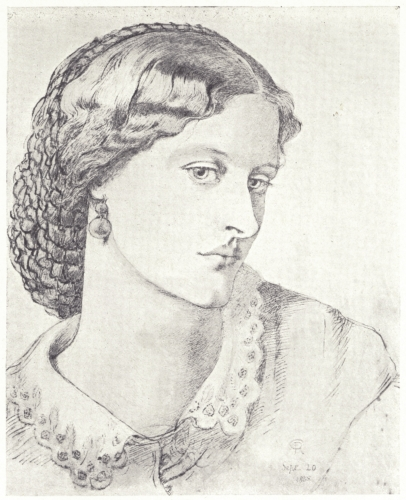
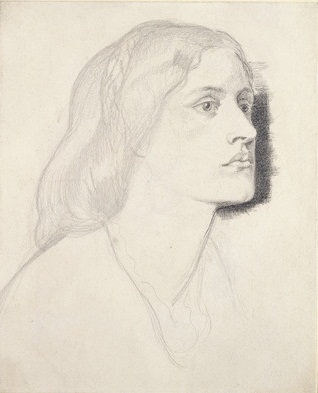
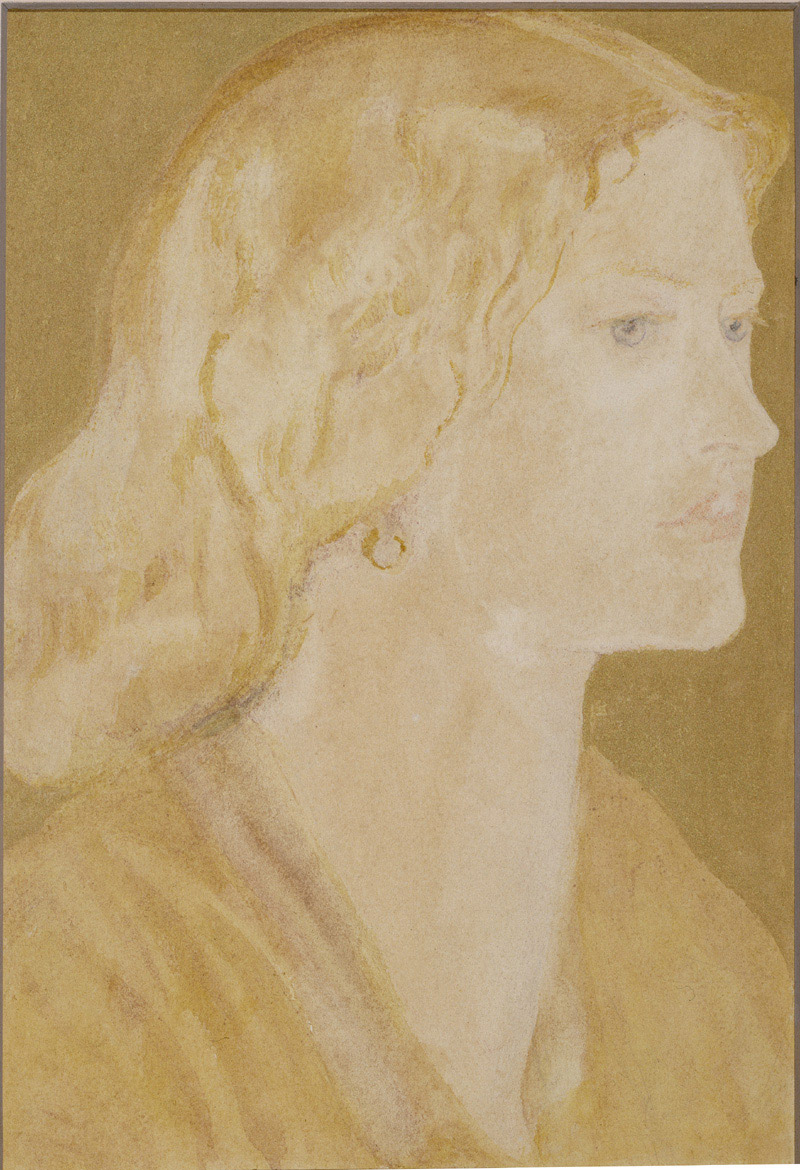
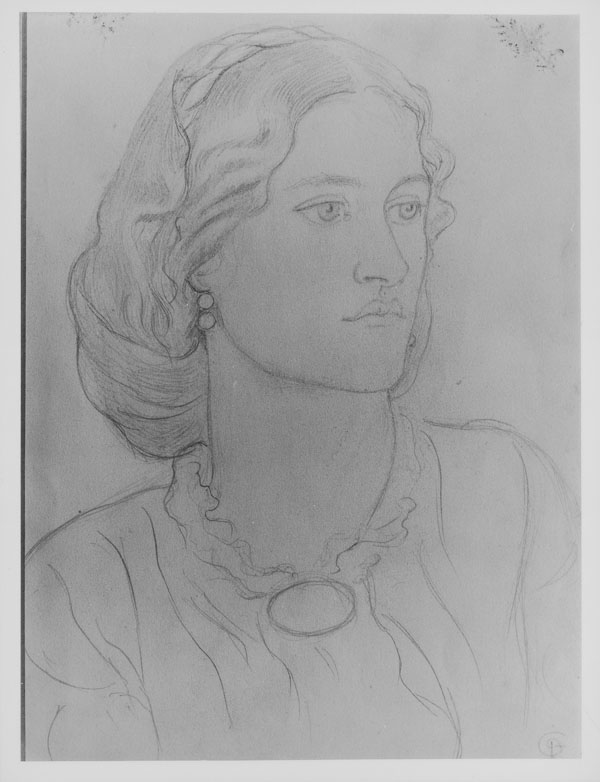
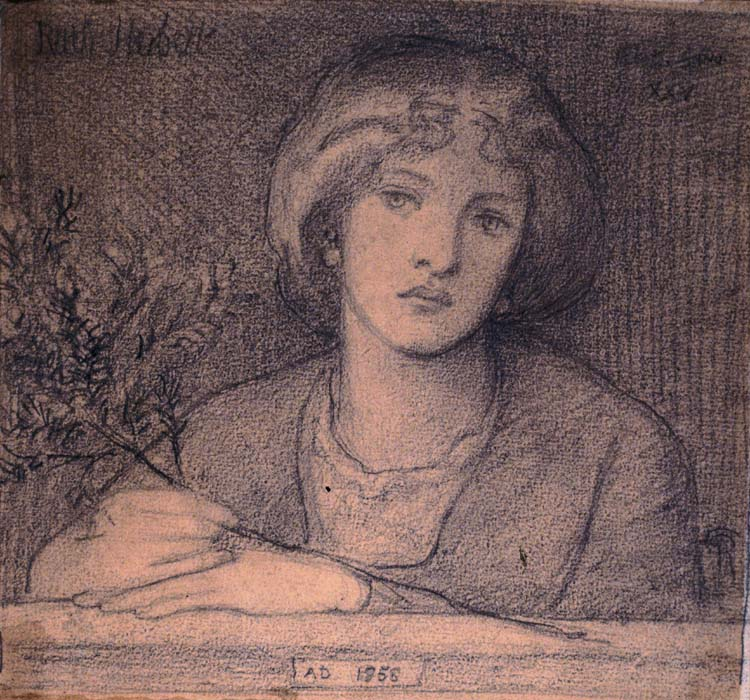
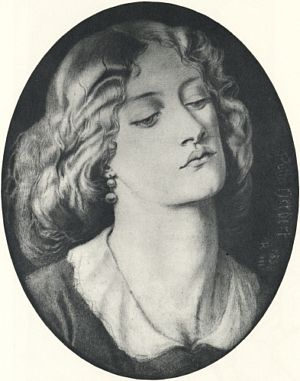
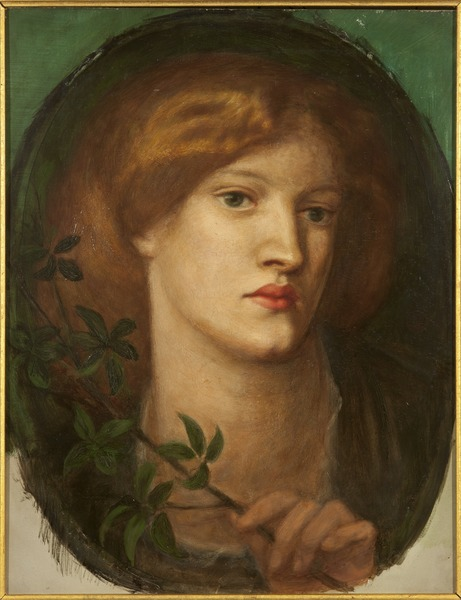
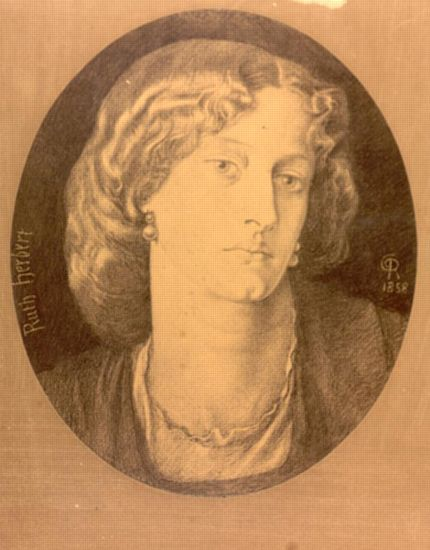
Portret uit 1858 dat als uitgangspunt diende voor Head of a Woman
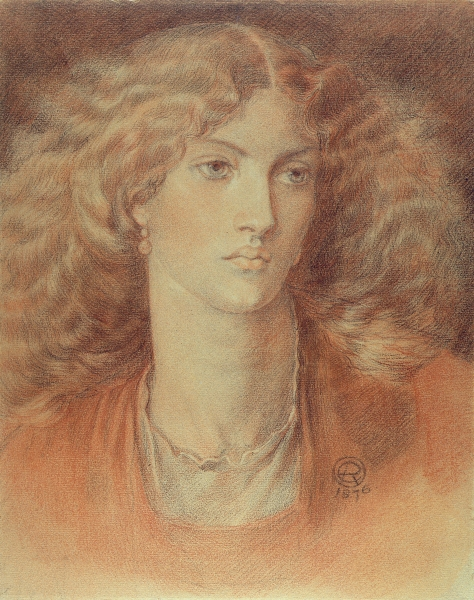
Head of a Woman, 1876
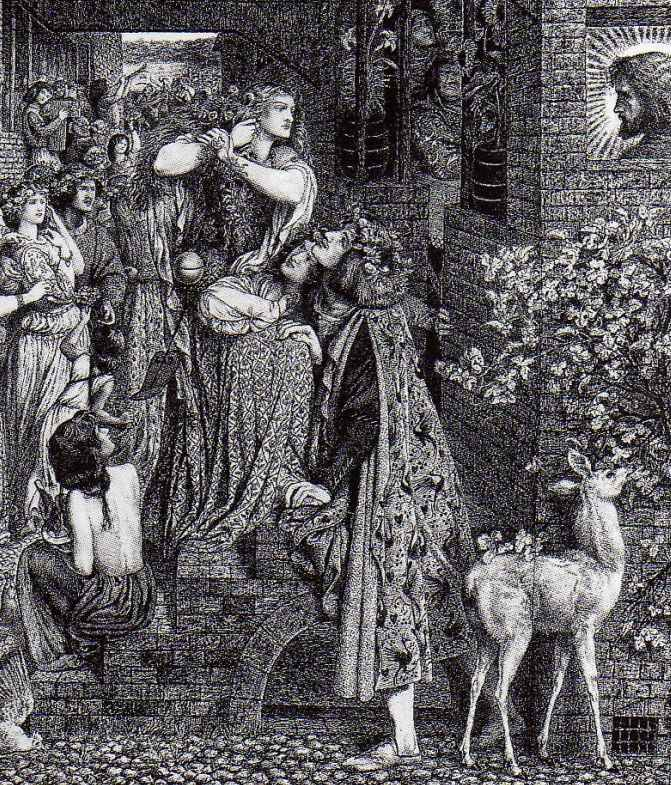
Mary Magdalen at the Door of Simon the Pharisee

## Noot
1. ↑  Cf. Virginia Surtees: "Beauty and the Bird"